# François Nicolas Roger-Belloguet
Pour les articles homonymes, voir Roger et Belloguet.
François Nicolas Roger-Belloguet est un homme politique français né le 12 mars 1772 à Le Tholy (Grand-gouvernement de Lorraine-et-Barrois, actuel département des Vosges) et décédé le 27 juillet 1851 à Sarreguemines (Moselle).

## Biographie
Juge à Sarreguemines, il est député de la Moselle en 1815, pendant les Cent-Jours. En 1816, il est substitut du procureur du roi à Sarreguemines.

## Sources
- Ressource relative à la vie publique :   - Base Sycomore
- « François Nicolas Roger-Belloguet », dans Adolphe Robert et Gaston Cougny, Dictionnaire des parlementaires français, Edgar Bourloton, 1889-1891 [détail de l’édition]